# Philippe Fiston
Pour les articles homonymes, voir Fiston.
Philippe Fiston, né le 11 mai 1963 à Sainte-Anne en Guadeloupe, est un skipper français.

## Biographie
L'aide de son père marin et ses années d'expérience en navigation à bord d'un catamaran de 25 mètres l'ont aguerri face aux aléas climatiques.
Philippe Fiston fait partager son savoir de skipper en initiant des jeunes guadeloupéens en difficulté aux métiers de la mer lors de voyages dans les Caraïbes.

## Palmarès
- Plusieurs fois champions de Guadeloupe en Laser.
- 9e au National Figaro.
- Le 29 octobre 2006, à bord d’un monocoque, classe 60 pieds IMOCA, baptisé Adriana Karembeu Paris, Philippe Fiston a pris le départ de la 8e édition de la Route du Rhum[1],[2].
- 2010 : 24e en class40 lors de la neuvième édition de la Route du Rhum[1],[2].